# 济宁县
济宁县，中国旧县名。
民国初年，全国废州。1913年2月，济宁州改置济宁县:121，县治在今山东省济宁市任城区。济宁县直属山东省，为济宁道、兗濟道、第一區行政督察區專員公署驻地。1938年起，属第二行政督察區。
1947年，中華民國內政部编撰的《中華民國行政區域簡表》中，济宁县为二等县，县域面积约为1286.00平方公里，人口578200人:121。1949年，中共政权将之并入嘉祥县，1950年复置济宁县。1958年再撤销，并入济宁市及微山县。1965年恢复济宁县。1983年又撤，改设济宁市郊区，后为任城区。